# الفن، شمال برابانت
{{Infobox settlement
|name=Alphen
|subdivision_type=کشور
|subdivision_name=هلند
|subdivision_type1=استان
|subdivision_name1=Noord-Brabant
|subdivision_type2=شهرستان
|subdivision_name2=Alphen-Chaam
|population=3980
|population_as_of=1 januari 2007
|dialling_code=
|postal_code=5130 en 5131
| مختصات = ۵۱°۲۸′۵۱″ شمالی ۴°۵۷′۲۲″ شرقی / ۵۱٫۴۸۰۸۳°شمالی ۴٫۹۵۶۱۱°شرقی
الفن، شمال برابانت (به هلندی: Alphen, North Brabant) یک منطقهٔ مسکونی در هلند است که در الفن-چام واقع شده‌است.

## خصوصیات
الفن ۳٬۹۸۰ نفر جمعیت دارد.